# تاکاشی اومزاوا
تاکاشی اومزاوا (انگلیسی: Takashi Umezawa؛ زادهٔ ۷ دسامبر ۱۹۷۲) بازیکن فوتبال اهل ژاپن است.
از باشگاه‌هایی که در آن بازی کرده‌است می‌توان به باشگاه فوتبال گامبا اوساکا اشاره کرد.